# Адміністративний устрій Хорошівського району
Головна стаття — Хорошівський район
Адміністративний устрій Хорошівського району — адміністративно-територіальний поділ Хорошівського району Житомирської області на 3 селищні об'єднані територіальні громади і 2 сільські ради, які об'єднують 80 населених пунктів та підпорядковані Хорошівській районній раді. Адміністративний центр — смт Хорошів.

## Адміністративний устрій

### Список громад
| № | Назва                         | Центр           | Населені пункти | Площа км² | Місце за площею | Населення (2001), чол. | Місце за населенням |
| - | ----------------------------- | --------------- | --- | --------- | --------------- | ---------------------- | ------------------- |
| 1 | Іршанська селищна громада     | смт Іршанськ    | с. Губенкове с. Гута-Добринь с. Добринь с. Ємилівка смт Іршанськ |           |                 |                        |                     |
| 2 | Новоборівська селищна громада | смт Нова Борова | с. Валки с. Гацьківка с. Ісаківка с. Кам'яний Брід с. Краснорічка с. Кропивня с. Луковець с. Небіж смт Нова Борова с. Рудня-Гацьківка с. Рудня-Фасова с. Старий Бобрик с. Томашівка с. Турчинка с. Фасова с. Хичів с. Ягодинка с. Ягодинка Друга |           |                 |                        |                     |
| 3 | Хорошівська селищна громада   | смт Хорошів     | с. Березівка с. Вишняківка с. Волянщина с. Грабівка с. Грабняк с. Грушки с. Давидівка с. Данилівка с. Дашинка с. Дворище с. Жовтнівка с. Заздрівка с. Зелений Гай с. Знам'янка с. Зубринка с. Іванівка с. Калинівка с. Краївщина с. Красногірка с. Кропивенка с. Крук с. Курганці с. Ліски с. Мар'янівка с. Михайлівка с. Невирівка с. Омелівка с. Писарівка с. Полівська Гута с. Поромівка с. Рижани с. Рудня-Шляхова с. Сколобів с. Ставки с. Солодирі с. Суховоля с. Теренці с. Торчин смт Хорошів с. Човнова с. Шадура с. Яблунівка |           |                 |                        |                     |

### Список рад
| № | Назва                       | Центр       | Населені пункти | Площа км² | Місце за площею | Населення (2001), чол. | Місце за населенням |
| - | --------------------------- | ----------- | --- | --------- | --------------- | ---------------------- | ------------------- |
| 1 | Радицька сільська рада      | с. Радичі   | с. Будо-Рижани с. Гайки с. Закомірня с. Катеринівка с. Радичі с. Стебниця                                              |           |                 |                        |                     |
| 2 | Топорищенська сільська рада | с. Топорище | с. Галинівка с. Комарівка с. Копанівка с. Копелянка с. Коритище с. Лизник с. Олішівка с. Топорище с-ще Червоногранітне |           |                 |                        |                     |

## Список рад до 2015 року
Хорошівський район Житомирської області до адміністративно-територіальної реформи поділявся на 3 селищні і 18 сільських рад, які об'єднували 80 населених пунктів та були підпорядковані Володарсько-Волинській районній раді. Адміністративний центр — смт Хорошів.
| №  | Назва                              | Центр           | Населені пункти | Площа км² | Місце за площею | Населення (2001), чол. | Місце за населенням |
| -- | ---------------------------------- | --------------- | --- | --------- | --------------- | ---------------------- | ------------------- |
| 1  | Володарсько-Волинська селищна рада | смт Хорошів     | смт Хорошів с. Зелений гай с. Рудня-Шляхова                                                                            |           |                 |                        |                     |
| 2  | Іршанська селищна рада             | смт Іршанськ    | смт Іршанськ |           |                 |                        |                     |
| 3  | Новоборівська селищна рада         | смт Нова Борова | смт Нова Борова |           |                 |                        |                     |
| 4  | Березівська сільська рада          | с. Березівка    | с. Березівка с. Полівська Гута с. Торчин                                                                               |           |                 |                        |                     |
| 5  | Грушківська сільська рада          | с. Грушки       | с. Грушки с. Грабняк                                                                                                   |           |                 |                        |                     |
| 6  | Давидівська сільська рада          | с. Давидівка    | с. Давидівка |           |                 |                        |                     |
| 7  | Дашинська сільська рада            | с. Дашинка      | с. Дашинка с. Курганці с. Писарівка с. Теренці                                                                         |           |                 |                        |                     |
| 8  | Дворищенська сільська рада         | с. Дворище      | с. Дворище с. Заздрівка с. Солодирі                                                                                    |           |                 |                        |                     |
| 9  | Добринська сільська рада           | с. Добринь      | с. Добринь с. Губенкове с. Гута-Добринь с. Ємилівка                                                                    |           |                 |                        |                     |
| 10 | Зубринська сільська рада           | с. Зубринка     | с. Зубринка с. Вишняківка с. Ліски с. Михайлівка с. Ставки с. Човнова                                                  |           |                 |                        |                     |
| 11 | Краївщинська сільська рада         | с. Краївщина    | с. Краївщина с. Іванівка с. Омелівка с. Шадура с. Яблунівка                                                            |           |                 |                        |                     |
| 12 | Кропивнянська сільська рада        | с. Кропивня     | с. Кропивня с. Гацьківка с. Луковець с. Рудня-Гацьківка                                                                |           |                 |                        |                     |
| 13 | Небізька сільська рада             | с. Небіж        | с. Небіж с. Краснорічка с. Хичів                                                                                       |           |                 |                        |                     |
| 14 | Поромівська сільська рада          | с. Поромівка    | с. Поромівка с. Калинівка с. Красногірка                                                                               |           |                 |                        |                     |
| 15 | Радицька сільська рада             | с. Радичі       | с. Радичі с. Будо-Рижани с. Гайки с. Закомірня с. Катеринівка с. Стебниця                                              |           |                 |                        |                     |
| 16 | Рижанська сільська рада            | с. Рижани       | с. Рижани с. Волянщина с. Грабівка с. Данилівка с. Жовтнівка с. Знам'янка с. Кропивенка с. Невирівка                   |           |                 |                        |                     |
| 17 | Сколобівська сільська рада         | с. Сколобів     | с. Сколобів |           |                 |                        |                     |
| 18 | Суховільська сільська рада         | с. Суховоля     | с. Суховоля с. Крук с. Мар'янівка                                                                                      |           |                 |                        |                     |
| 19 | Топорищенська сільська рада        | с. Топорище     | с. Топорище с. Галинівка с. Комарівка с. Копанівка с. Копелянка с. Коритище с. Лизник с. Олішівка с-ще Червоногранітне |           |                 |                        |                     |
| 20 | Фасівська сільська рада            | с. Фасова       | с. Фасова с. Ісаківка с. Кам'яний Брід с. Рудня-Фасова с. Томашівка                                                    |           |                 |                        |                     |
| 21 | Ягодинська сільська рада           | с. Ягодинка     | с. Ягодинка с. Валки с. Старий Бобрик с. Турчинка с. Ягодинка Друга                                                    |           |                 |                        |                     |

* Примітки: м. — місто, смт — селище міського типу, с. — село, с-ще — селище

## Історія
Район утворено 7 березня 1923 року у складі Житомирської округи Волинської губернії під назвою Кутузівський з Будо-Рижанської, Гацьківсько-Руднянської, Грушківської, Давидівської, Дашенської, Дворищенської, Зубринської, Катеринівської, Краївщинської, Кутузівської, Малогорошківської, Писарівської, Поромівської, Рижанської, Селянщинської, Славівської, Солодирівської, Ставківської, Суховольської, Теренцівської, Човнівської та Язвинської сільських рад Кутузівської волості Житомирського повіту.
3 листопада 1923 року в складі району утворено Березівську, з центром у с. Березівка, 22 лютого 1924 року — Лісківську, з центром у с. Ліски, 28 вересня 1925 року — Небізьку, з центром у с. Небіж, та Старобобрицьку, з центром у с. Старий Бобрик, 27 жовтня 1926 року — Федорівську, з центром у кол. Федорівка, 18 грудня 1928 року — Круцьку, з центром у с. Крук, сільські ради.
27 червня 1925 року район перейменовано на Володарський, 26 квітня 1933 року — на Володарсько-Волинський.
23 вересня 1925 року до складу району передано Гацьківську, Ісаківську, Кам'янобрідську, Коритищенську, Красноріченську, Кропивенську, Руднє-Фасівську, Топорищенську, Турчинську, Фасівську сільські ради розформованого Фасівського району. Тоді ж передано до складу Черняхівського району Славівську та Селянщинську, до складу Ушомирського району — Краївщинську сільські ради.
3 червня 1930 року до складу району передано Сколобівську сільську раду Пулинського району. 11 червня 1933 року Краївщинську сільську раду повернуто зі складу Ушомирського району.
В 1941-43 роках територія району входила до гебітскомісаріату Коростень Генеральної округи Житомир та складалася з Вишняківської, Колоно-Грушківської, Лезниківської, Новоборівської, Хичівської та Човнівської сільських управ.
11 серпня 1954 року було ліквідовано Гацьківську, Грушківську, Ісаківську, Катеринівську, Коритищенську, Красноріцьку, Круцьку, Лісківську, Руднєгацьківську, Руднєфасівську, Сколобівську, Солодирську, Старобобрицьку, Теренецьку, Турчинську, Федорівську сільські ради, утворено Новоборівську селищну раду, з центром у смт Нова Борова, та Ягодинську сільську раду, з центром у с. Ягодинка.
21 січня 1959 року до складу району включено Емілівську сільську раду розформованого Потіївського району. 5 березня 1959 року ліквідовано Кам'янобрідську, Малогорошківську, Писарівську, Ставківську, 5 березня 1960 року — Ягодинську сільські ради.
30 грудня 1962 року, Указом Президії Верховної ради УРСР, район було ліквідовано, сільські ради району передали до складу Черняхівського району.
Відновлений 8 грудня 1966 року в складі 3-х селищних (Володарсько-Волинської, Іршанської, Новоборівської) та 15 сільських (Березівської, Давидівської, Дашинської, Дворищенської, Емілівської, Зубринської, Краївщинської, Кропивнянської, Небізької, Поромівської, Радицької, Суховільської, Топорищенської, Фасівської, Ягодинської) рад.
До початку адміністративно-територіальної реформи в Україні (станом на початок 2015 року) до складу району входили 3 селищних та 18 сільських рад.
10 серпня 2015 року в складі району утворено Іршанську та Новоборівську селищні територіальні громади, через що було ліквідовано Іршанську, Новоборівську селищні та Добринську, Кропивнянську, Небізьку, Ягодинську сільські ради.
3 серпня 2016 року в складі району було утворено Хорошівську селищну територіальну громаду, внаслідок чого припинили існування Хорошівська селищна та Березівська, Грушківська, Давидівська, Дашинська, Дворищенська, Зубринська, Краївщинська, Поромівська, Рижанська, Сколобівська, Суховільська сільські ради.
На час ліквідації району, відповідно до Постанови Верховної Ради України від 17 липня 2020 року, до його складу входили 3 селищні громади та 2 сільські ради.